# 托萊多鎮區 (堪薩斯州蔡斯縣)
托萊多鎮區（英語：Toledo Township）為美國堪薩斯州蔡斯縣轄下的鎮區。2010年美国人口普查中該鎮區人口有300人。

## 地理
托萊多鎮區涵蓋總面積為233.42平方（90.12平方英里）。

### 行政區劃
- 非建制地區：薩福德維爾、托萊多

### 墓園
根據美國地質調查局的資料，此鎮區擁有1座墓園：
- 希爾賽德墓園（Hillside Cemetery）

### 溪流
通過此鎮區的溪流有：
| - 布拉迪溪（Bloody Creek） - 巴克艾溪（Buckeye Creek） - 伯爾溪（Bull Creek） - 東巴克艾溪（East Buckeye Creek） | - 小布拉迪溪（Little Bloody Creek） - 佩頓溪（Peyton Creek） - 斯普林溪（Spring Creek） |

## 人口統計
根據2010年美國人口普查，托萊多鎮區人口有300人，住房223戶，人口密度為1.29人/每平方公里。此鎮區居民之種族中，白人佔95%，非裔美國人佔0%，美洲原住民佔2%，亞裔美國人佔0%，太平洋島裔美國人佔0%，其他種族佔1.67%，混血種族則佔1.33%。而西班牙裔或拉丁裔美國人佔此鎮區人口的2.67%。

## 外部連結
- 蔡斯縣官方網站 （页面存档备份，存于）
- City-Data.com （页面存档备份，存于）
- 蔡斯縣地圖：當前 （页面存档备份，存于），歷史 （页面存档备份，存于），堪薩斯州運輸部